# Sant'Egidio (Ferrara)
Sant'Egidio is een plaats (frazione) in de Italiaanse gemeente Ferrara.